# Hymenandra stenophylla
Hymenandra stenophylla là một loài thực vật có hoa trong họ Anh thảo. Loài này được (Donn. Sm.) Pipoly & Ricketson mô tả khoa học đầu tiên năm 1999.